# Jacques Boussard (historien)
Pour les articles homonymes, voir Boussard et Jacques Boussard.
Jacques Boussard, né le 24 avril 1910 dans le 17e arrondissement de Paris et mort le 4 décembre 1980 dans le 13e arrondissement de Paris, est un conservateur des bibliothèques et historien médiéviste français, spécialiste de l'empire Plantagenêt.

## Biographie

### Bibliothécaire
Jacques Boussard est né le 24 avril 1910 dans le 17e arrondissement de Paris,. Il commence ses études à la Faculté catholique d'Angers puis entre à l'École nationale des chartes en 1928 dont il sort diplômé en 1932 après avoir soutenu une thèse sur le comté d'Anjou d'Henri Plantagenêt à Philippe Auguste. Il soutient également une thèse à l'École pratique des hautes études, sur un sujet très proche, le comté d'Anjou sous Henri Plantagenêt et ses fils. Elle est publiée en 1938 sous le même titre.
Jacques Boussard est nommé en 1935 bibliothécaire de la ville d'Orléans. Marié, il est mobilisé lors de la Seconde Guerre mondiale avec le grade de lieutenant. Il est grièvement blessé à la jambe au combat et fait prisonnier. Décoré de la croix de guerre, il est libéré puis nommé à la Bibliothèque nationale en 1942, avant de rejoindre la Bibliothèque de l'Arsenal. Il en devient conservateur adjoint en 1950 puis conservateur en chef en 1959.

### Universitaire
Voulant se tourner vers l'enseignement supérieur, Jacques Boussard soutient en 1956 une thèse d'État consacrée au gouvernement d'Henri II Plantagenêt,,. Sa thèse complémentaire est une édition de l'Historia pontificum et comitum Engolismensium,. En 1960, il est nommé à la Faculté des lettres de Poitiers pour y enseigner les sciences auxiliaires de l'histoire. Il y devient professeur des universités en 1964. L'année suivante, il est élu directeur d'études cumulant à la IVe section de l'École pratique des hautes études.
Jacques Boussard est membre de la section de philologie et histoire médiévale du Comité des travaux historiques et scientifiques, de la Société archéologique de Touraine, de la Société de l'histoire de France, qu'il préside en 1980, et de la Société nationale des antiquaires de France, qu'il préside en 1970.
De santé fragile à cause de sa blessure de guerre, Jacques Boussard est victime d'un infarctus en 1968. Il renonce à ses cours à Poitiers en 1969 et se concentre sur l'École des Hautes études,. Il part en retraite en 1979. Frappé par un autre infarctus, il meurt le 4 décembre 1980 dans le 13e arrondissement de Paris,.

### Historien de l'empire Plantagenêt
Le premier travail de Jacques Boussard, consacré au comté d’Anjou sous Henri II Plantagenêt et ses fils, paru en 1938, le situe dans la continuité des travaux sur l'Anjou de Louis Halphen et de Josèphe Chartrou, qui ont traité les périodes précédentes. L'ouvrage de Jacques Boussard décrit l'étendue du comté d'Anjou, en résume l'histoire au XIIe siècle et en présente les institutions.
Jacques Boussard publie en 1956 l'ouvrage qui constitue sa thèse d'État, intitulé Le gouvernement d'Henri II Plantegenêt et qui élargit son propos à l'ensemble de l'empire Plantagenêt, Angleterre comprise. C'est un travail considérable, dans lequel l'auteur livre tout d'abord une analyse de géographie féodale de l'État d'Henri II puis passe aux institutions royales avant de donner un récit des évènements du règne d'Henri II, qui permet de décrire les problèmes intérieurs,,,,,,,. Il insiste plus sur les aspects institutionnels, géographiques, économiques et sociaux que sur la personne du souverain. Il décrit l'empire angevin comme un État féodal, dans lequel Henri II laisse une certaine autonomie à ses fils. Certains historiens anglo-saxons relèvent des erreurs concernant l'Angleterre,.
Sa thèse complémentaire, publiée en 1957, est l'édition critique d'une chronique de l'Angoumois du Ve siècle au XIIe siècle, l'Historia pontificum et comitum Engolismensium, texte important pour l'histoire de cette région. En 1976, Jacques Boussard rédige le tome de la Nouvelle histoire de Paris consacré à la période du IXe siècle au début du XIIIe siècle,.
Auteur de nombreux articles, Jacques Boussard s'intéresse principalement à la vallée de la Loire et à l'Ouest de la France, où il étudie la formation des grandes principautés féodales. Comme Michel de Boüard, Lucien Musset et Raymonde Foreville, Jacques Boussard fait partie d'une génération d'historiens de l'Ouest de la France qui se focalise sur la période anglo-normande ou angevine de la France et de l'Angleterre. Il enseigne aussi l'histoire de l'Angleterre médiévale, dont il est un des spécialistes français.

## Principales publications

### Ouvrages personnels
- Le comté d'Anjou sous Henri II Plantagenêt et ses fils (1151-1204), Paris, Édouard Champion, coll. « Bibliothèque de l'École des Hautes Études » (no 271), 1938 (réimpr. 1977 (Slatkine), 2019 (Éditions des régionalismes)), 255 p.[12].
- Le gouvernement d'Henri II Plantegenêt, Paris, Librairie d'Argences, coll. « Bibliothèque elzévirienne, nouvelle série, Études et documents », 1956, 689 p.[28],[13],[14],[21],[22],[23],[15],[16],[17],[18],[19],[20].
- Historia pontificum et comitum Engolismensium : Édition critique par Jacques Boussard, Paris, Librairie d'Argences, coll. « Bibliothèque elzévirienne. Nouvelle série : Études et documents », 1957, 60 p.[24].
- Atlas historique et culturel de la France, Paris-Bruxelles, Elsevier, 1957, 215 p.[29].
- Carte archéologique de la Gaule romaine : Fascicule XIII Indre-et-Loire, Paris, CNRS, 1960, 138 p..
- Charlemagne et son temps, Paris, Hachette, coll. « L'univers des connaissances » (no 32), 1968, 256 p. (lire en ligne)[30].
- Nouvelle Histoire de Paris. De la fin du siège de 885-886 à la mort de Philippe Auguste, Paris, 1976, 437 p. (ISBN 978-2859620004)[25],[26].

### Ouvrages collectifs
- Paul Wagret, Jacques Boussard, Jacques Levron et Simone Mailliard-Bourdillon, Visages de l'Anjou, Paris, Horizons de France, 1951 (BNF 31614504).
- Charles Samaran (dir.), Jacques Monicat et Jacques Boussard, Recueil des Actes de Philippe Auguste, roi de France : Tome 3, Années du règne XXVIII à XXXVI (1er novembre 1206-31 octobre 1215), Paris, Imprimerie nationale-Klicksieck, 1966, 563 p. (ISBN 9782877546263, présentation en ligne).

## Décorations et prix

### Décorations
- Croix de guerre 1939-1945[3],[7].
- Commandeur de l'ordre des Palmes académiques en 1974[7].
- Chevalier de l'ordre des Arts et des Lettres[7].

### Prix
- Second prix Gobert décerné par l'Académie des inscriptions et belles-lettres pour Le comté d'Anjou sous Henri II Plantagenêt et ses fils[3].
- Premier Prix Gobert décerné par l'Académie des inscriptions et belles-lettres pour Le gouvernement d'Henri II Plantegenêt[3],[31],[32] en 1957 et en 1958[33].
- Prix Albéric-Rocheron décerné par l'Académie française pour Charlemagne et son temps (1969)[34].
- Prix Marie-Eugène-Simon-Henri-Martin décerné par l'Académie française pour Nouvelle histoire de Paris (de 886 à la mort de Philippe Auguste) (1977)[34].

### Notices biographiques
- (en) Bernard Bachrach, « Memorial Note: Jacques Boussard », Medieval Prosopography, vol. 2, no 1,‎ 1981, p. 85–86 (ISSN 0198-9405, lire en ligne, consulté le 1er mars 2024).
- Edmond-René Labande, « Jacques Boussard (1910-1980) », Bibliothèque de l'École des chartes, vol. 139, no 2,‎ 1981, p. 343–346 (lire en ligne, consulté le 1er mars 2024).
- Georges Pon, « Jacques Boussard (1910-1980) », Cahiers de civilisation médiévale, vol. 25, no 97,‎ 1982, p. 77–78 (lire en ligne, consulté le 1er mars 2024).
- P.-C. Timbal, « Jacques Boussard (1910-1980) », Revue historique de droit français et étranger, vol. 59, no 3,‎ 1981, p. 339–339 (ISSN 0035-3280, lire en ligne, consulté le 1er mars 2024).